# Cinco Patinhos
Cinco Patinhos (em inglês: Five little ducks) é uma canção da cantora e apresentadora de televisão Xuxa Meneghel, contida em seu primeiro álbum da série audiovisual Xuxa só para Baixinhos lançado pela gravadora Som Livre em 6 de junho de 2000.
Os autores da música são Murray Cook, Jeff Fatt, Anthony Field, Greg Page, com a versão em português escrita por Vanessa Alves. A canção original em inglês foi gravada em 1996 pelo popular grupo de música infantil australiano The Wiggles, que serviu de inspiração para o lançamento da série XSPB.
Uma versão em espanhol foi gravada por Xuxa para o álbum Solamente para Bajitos (2005) com letra escrita por Bárbara Noel Cudich.